# Re - Pa
Re - Pa, abréviation de Remo x Paysandu, est le nom donné au Brésil à l'un des derbies de l'État du Pará entre les équipes de football du Clube do Remo et du Paysandu Sport Club. Ces oppositions sont aussi appelées « Classique roi de l'Amazonie » (portugais : Classico Rei da Amazonia).
Les deux clubs sont basés à Belém, la capitale de l'État du Pará. Le Clube do Remo est créé en 1905 et évolue au stade Evandro Almeida. Le Paysandu SC est créé en 1914 et dispute ses matchs au stade da Curuzú. Le stade olympique du Pará est également le stade d'accueil des deux clubs.
Le premier match date du 10 juin 1914 et voit la victoire du Remo par deux buts à un.

## Histoire

### Origine de la rivalité
Le Paysandu Sport Club est créé dans le but de vaincre le Clube do Remo, vainqueur du championnat du Pará en 1913, alors que le Norte Club, dont le Paysandu est une future branche, est injustement vaincu en demi-finale par erreur d'arbitrage.
Depuis la création du Paysandu Fútebol Clube, ce dernier et le Grupo do Remo entretiennent des relations amicales malgré le différend existant. 
La date retenue comme naissance de la rivalité est le 24 février 1915 et fait suite à un échange de correspondance entre les deux clubs. Le 23 février 1915, soit un peu plus d'un an après la création du Paysandu, le Clube do Remo propose à son rival de faire un match amical ayant pour but de reverser la recette de la billetterie à des petites équipes, comme l'União Esportiva, le Panther, le Guarani, l'Aliança ou le Brasil Esporte. La direction du Paysandu répond à cette demande en deux temps. Un premier courrier est rédigé de manière insultante puis un second suit, où la direction du Paysandu accepte finalement ce défi tout en maintenant ses propos injurieux. Face à la teneur de ces propos, le Remo envoie un courrier le lendemain au club du Paysandu mettant fin à l'amitié des deux clubs.

## Confrontations
Le premier match opposant les deux équipes se tient le 10 juin 1914 au stade de l'entreprise Ferreira & Comandita devant 2 000 spectateurs. Le Remo s'impose 2-1 et les buteurs sont Rubilar et Bayma (contre son camp) pour le Remo et Mateus pour le Paysandu.
- Équipe du Paysandu : Romariz - Bayma, Silvio - Jaime, Moura Palha, Mitchel - Hugo Leão, Garciaa, Guimarães, Mateus, Arthur Morais
- Équipe du Remo : Corintho - Lulu, Mustard - Galdinho, Aimée, Carlito - Macedo, Dudu, Antonico, Infante, Rubilar

Le 5 mars 1939, le Clube do Remo gagne par 7-2. Le 22 juillet 1945, le Paysandu Fútebol Clube réalise le plus grand écart de buts lors d’un classico en battant le Remo 7-0.
De décembre 1992 à juin 1997, le Remo établit une série d'invincibilité contre le Paysandu. De manière plus globale, la décennie 1990 est favorable au Remo qui totalise 34 victoires, 28 nuls et 15 défaites en 77 matchs joués contre le Paysandu lors de cette période. Cette décennie voit aussi le match se disputer devant la plus grande affluence avec 65 000 spectateurs en 1999.

### Le fameux 7-0
(février 2012).
Pour beaucoup, c'est la plus grande victoire de toute l'histoire du Paysandu. Le match a lieu le 22 juillet 1945, dans le stade du Remo, Antonio Baena (Baenão) et compte pour le premier tour du Campeonato Paraense. Les joueurs du Paysandu SC Arleto et du Remo Vicente sont expulsés à la 43e minute de jeu et les buts sont d'Hélio à la 37 minute, Farias dès la première minute de la deuxième mi-temps, Soiá à la 49e, 54e et 65e, Hélio à la 69e et Nascimento à la 89e minute.
Les équipes se composent de :
- Équipe du Remo : Tico-Tico - Jesus, Expedito - Mariosinho, Rubens, Vicente - Monard, Jiju, Jango, Capi, Boró.
- Équipe du Paysandu : Palmério - Izan, Athenagoras - Mariano, Manoel Pedro, Nascimento - Arleto, Hélio, Guimarães, Farias, Soiá.

La première mi-temps est équilibrée. La défense du Paysandu a beaucoup à faire pour résister aux attaques incessantes du Remo qui joue à domicile et les supporters sont enthousiastes en voyant leur équipe dominer leur adversaire. Même si le Remo fait pression, le Paysandu est plus à l'aise dans le match. Mais les joueurs du Remo ont tout donnés, dès le début du match. Le Paysandu ne faisait qu'encaisser. Sauf que la fatigue des joueurs Azulinos (Remo) s'est très vite installée. Les tirs en direction des cages Alviazuls se répétaient, mais la défense de Izan, soutenue par les milieux Nacimento et Athê tenait le coup. 
Au bout de trente minutes, le Remo continuait à faire pression sur la défense. Hélio, après la dispute dans les airs de la balle avec son adversaire Jesus, tira la balle en direction des cages du Remo. Nous sommes à la 37e minute du match, le premier but du Paysandu est marqué. Malgré le score de 1x0 à la fin de cette première mi-temps, rien ne laissait présager une telle chute en deuxième mi-temps pour le Remo.
La chute du Remo en deuxième mi-temps est due pour beaucoup au trou laissé par l'expulsion du joueur Vincente en première mi-temps. Sa position n'a pas été comblée par ses partenaires. Pour le Paysandu, le reste du travail fut simple. Il n'y avait plus qu'à profiter de l'erreur tactique, et dès la première minute de la deuxième période, Farias doubla le score du Paysandu. Très vite, une avalanche de buts tomba sur le Remo, et le Paysandu dominait sans peine la partie. 
Dans l'équipe du Remo, il n'y avait plus d'entente.
Cette grande victoire est citée lors de la dernière strophe dans l'hymne non officiel du Paysandu, la Marchinha do Papão :
| Version portugaise             | Traduction française                 |
| ------------------------------ | ------------------------------------ |
| Pintou um sete numa tela azul, | Il a peint un sept sur un écran bleu |
| Foi um feito sem defeito       | Ce fut un fait sans défaut           |
| Do Papão da Curuzu             | Du Papão de la Curuzu                |

### Le lion aux couleurs bleues et blanches
Le 15 novembre 2001 se tient une rencontre Paysandu - Tuna comptant pour le championnat de série B et le match se déroule dans le stade du Remo. Après avoir marqué le second but du Paysandu SC, Albertinho court vers la statue du Lion bleu, symbole de Remo, située à l'autre bout du terrain de jeu, près du drapeau de corner. À la moitié du chemin, acclamé par les supporters de son équipe, il retire son maillot. Arrivé à la statue, il le dépose sur le Lion, sous les regards déshonorés de milliers de supporters du Remo. Ce fait reste gravé dans la mémoire de tous les supporters du Paysandu comme un fait audacieux face à son rival. Dans les vestiaires, après le match, un journaliste demande à Albertinho, homme du match, s'il regrette son geste et le joueur répond non sans hésitation.

## Statistiques
| Matchs                       | 771 |
| Victoires du Remo            | 267 |
| Victoires du Paysandu        | 243 |
| Matchs nuls                  | 261 |
| Buts marqués par le Remo     | 978 |
| Buts marqués par le Paysandu | 975 |

## Palmarès
| Competitions           | Paysandu | Remo |
| ---------------------- | -------- | ---- |
| Série B                | 2        | 0    |
| Série C                | 0        | 1    |
| Championnat du Pará    | 49       | 47   |
| Coupe des champions    | 1        | 0    |
| Copa Verde             | 3        | 1    |
| Copa Norte             | 1        | 0    |
| Torneio Norte-Nordeste | 0        | 1    |
| Torneio do Norte       | 0        | 3    |
| Total                  | 56       | 53   |

## Joueurs
Tout au long de l'Histoire, ces confrontations ont été disputées par des joueurs tels que Dico, Rosemiro, Pagani, Rubilar, Oberdan, Bira ou Quarentinha. 

## Supporters
Début 2011, la confédération brésilienne de football (CBF) annonce que le Paysandu a le plus grand nombre de supporters et se positionne à la 16e place nationale. Cette annonce met fin au règne du Remo qui est considéré depuis 1947, comme l'équipe étant la plus soutenue des deux clubs. La statistique de 2011 est souvent critiqué du fait que l'affluence moyenne enregistrée par le Remo est supérieure à celle du Paysandu.
De manière moqueuse, les supporters du Remo et du Paysandu se donnent des surnoms. Par exemple, les Remista (supporters du Remo) appellent le Stade de la Curuzu, le Chiqueirão, ce que signifie "la grande porcherie". À l'inverse, la Fiel appelle le stade des Remista, le "Brahamão" (Brahama étant une grande marque de bière).

## Rivalité avec le Tuna Luso Brasileira
Il existe un autre derby au Pará avec la Tuna Luso Brasileira. Les matchs Tuna - Remo et Tuna - Paysandu sont régis par une rivalité bien que moins intense que lors des Re-Pa. Cette rivalité s'explique de manière générale par l'ancienneté du club ainsi que son statut de troisième équipe la plus titrée en Parazão, avec 10 victoires.

## Liens